# 橋本徹 (財務官僚)
橋本 徹（はしもと とおる）は、日本の財務官僚。財務省関東財務局管財第一部長や、独立行政法人造幣局理事を経て、財務省中国財務局長。

## 人物・経歴
京都府京都市出身。1984年立命館大学法学部卒業、大蔵省近畿財務局入局。財務省近畿財務局金融監督官等を経て、2010年財務省理財局国有財産業務課国有財産審理室長。2012年財務省関東財務局管財第一部長。2014年財務省理財局国有財産業務課長。2017年造幣局理事。2019年財務省中国財務局長。2020年財務省大臣官房付。同年預金保険機構監査室長。2021年日本郵政不動産執行役員。